# 牧村 (石川県)
牧村（まきむら）は、石川県能美郡に存在した村。

## 地理
- 現在の小松市の西部で、中心市街地（旧・小松町）の西側に隣接する所に位置した。
- 村内は全体的に低地であり、安宅町との境界の辺りは梯川と前川が合流する地点に当たる。明治時代末期までの梯川は、現在の下牧町の南の境を大きく迂回して流れていた。村の南西部（草野、安宅新）は日本海に面した。
- 水田耕作による米など穀物の生産が主で、海岸部では漁業も営まれていた。
- 現在、小松飛行場が在る所（浮柳）に当たる。

## 歴史
- 1889年（明治22年）4月1日 - 町村制の施行により、能美郡根上村、小島村、長崎村、坊丸村、上牧村、下牧村、鶴ケ島村、鍛冶村、中野村、浮柳村、草野村及び安宅新村の区域をもって、能美郡牧村が発足する。
- 1892年（明治25年） - 根上の区域を能美郡江ノ島村（後の根上町、現在の能美市）に編入する[1]。
- 1911年（明治44年） - 当村内の梯川を現在の流路に開削する事業を開始。1923年（大正12年）頃までに完了する。
- 1932年（昭和7年） - 海水逆流防止などの目的で、浮柳に逆水門を設置。
- 1934年（昭和9年） - 手取川大水害の被害を受け、本村に水害耕地整理組合が設けられる。県から経済更生樹立村に指定される。
- 1940年（昭和15年）12月1日 - 能美郡小松町、安宅町、牧村、板津村、白江村、苗代村、御幸村及び粟津村が合併して、小松市が発足する。鶴ケ島、鍛冶及び中野の区域は統合して鶴ケ島町となり、あとの8大字は小松市の町名に継承。

## 教育
- 牧村立小島尋常高等小学校
- 牧村立安宅新尋常高等小学校